# Оркестра Волі

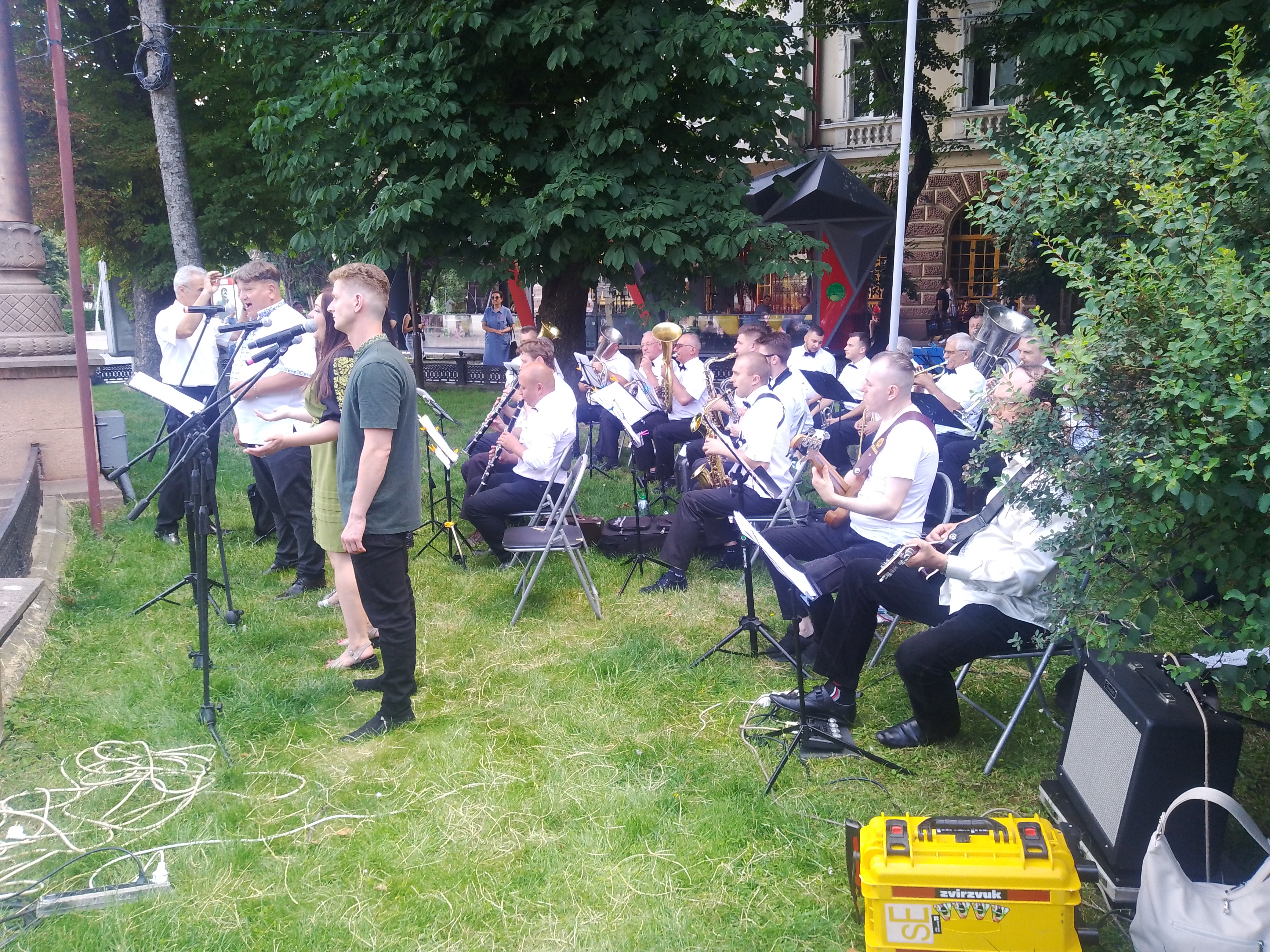
Концерт до Дня Конституції 2024

«Оркестра Волі» — Тернопільський муніципальний (від 1993) духовий оркестр. Звання «народний» (1992). Переможець всеукраїнських (1993, Київ) та міжнародних (1995, Рівне) конкурсів духової музики. Найкращий мистецький колектив Тернопільщини (2001). Член Всесвітньої асоціації діячів естрадної, духової музики і ансамблів.

## Історія

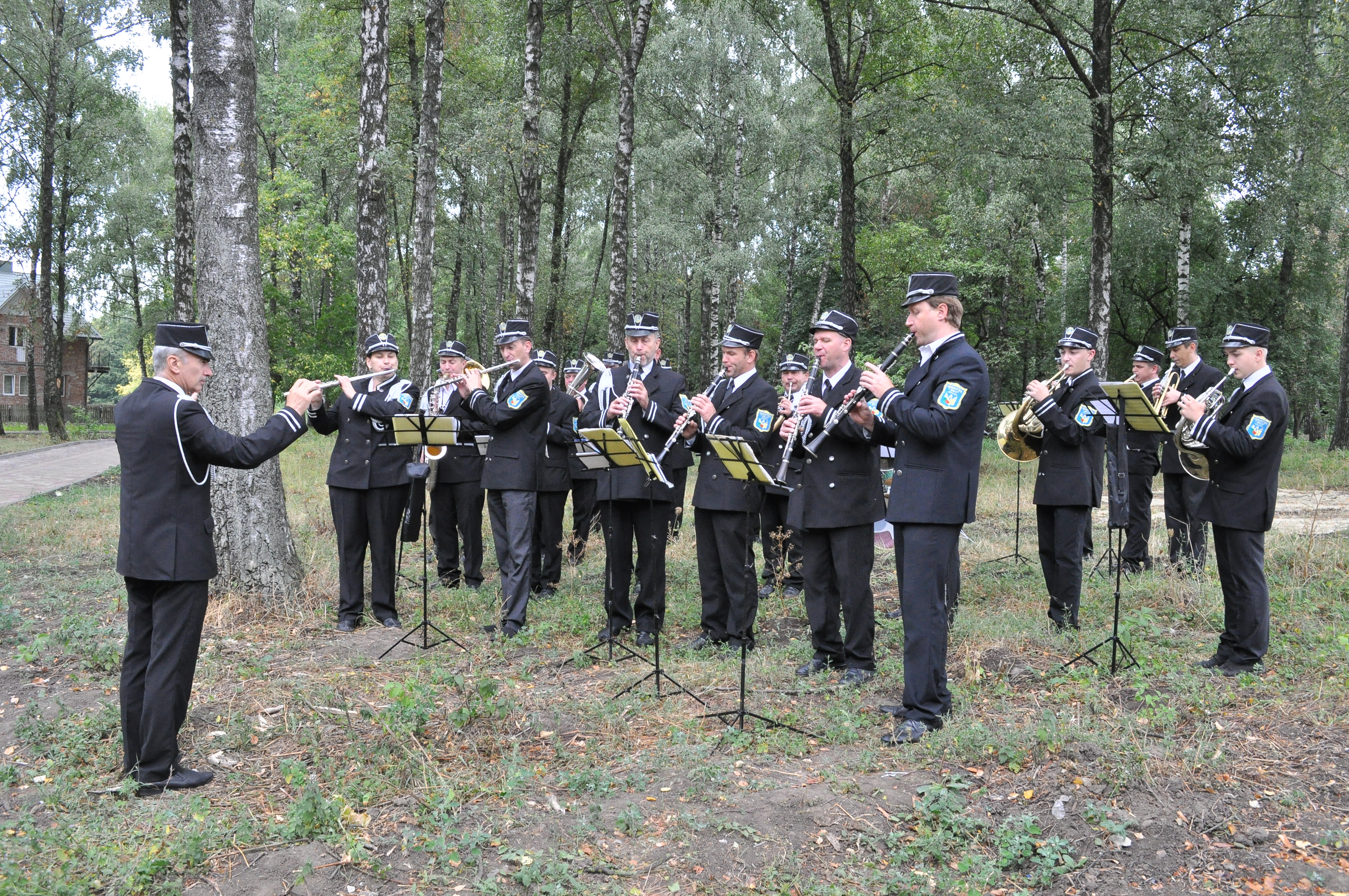
На відкритті Парку Здоров'я (26.08.2015)

Колектив створив 1988 року викладач Тернопільського музичного училища ім. С. Крушельницької Г. Марченко (перший художній керівник і диригент). «Оркестра Волі» — перший виконавець на Тернопільщині (влітку 1989 р.) національного гімну «Ще не вмерла Україна» і духового гімну «Боже великий, єдиний» Миколи Лисенка, творів Михайла Гайворонського, Романа Купчинського, Левка Лепкого, пісень ОУН і УПА.
«Оркестра Волі» — багатолітній учасник мистецьких, громадсько-культурних і політичних заходів на Тернопільщині та за її межами. Багаторазовий учасник звітних концертів творчих і мистецьких колективів Тернопільщини у Києві.

## Керівники
- Мирон Старовецький - художній керівник і диригент (до 1989)
- Леонід Міллер  - головний диригент (1989—1999)
- Євген Корницький  -  головний диригент (2002—2011), народний артист України
- Михайло Віятик  - художний керівник (від 1998), диригент, аранжувальник, заслужений діяч мистецтв України
- Мирослав Кушнірик -  диригент (2008—2011)
- Володимир Грицай  - директор та  диригент (від 1999), заслужений працівник культури України

## Склад
Нині в колективі — близько 40 музикантів.
З «Оркестрою Волі» зараз співпрацюють солісти-вокалісти:
- заслужений артист України Микола Блаженко,
- заслужений працівник культури України Іван Громик,
- заслужений діяч естрадного мистецтва Юрій Футуйма,
- лауреати і переможці всеукраїнських і міжнародних пісенних конкурсів та фестивалів Зоряна Вовк, Уляна Перхалюк та Іван Ракочий.

## Репертуар
У репертуарі — інструментальні обробки, твори українських і зарубіжних класиків та сучасних композиторів. Оркестрове дефіле.

## Джерело
- Павлів Я., Щербак Л. «Оркестра Волі» // Тернопільський енциклопедичний словник : у 4 т. / редкол.: Г. Яворський та ін. — Тернопіль : Видавничо-поліграфічний комбінат «Збруч», 2005. — Т. 2 : К — О. — С. 684. — ISBN 966-528-199-2.